# Palazzo Trapani-Lombardo
Palazzo Trapani Lombardo è un antico palazzo del centro storico di Reggio Calabria.  Occupa parte dell'isolato posto tra il Corso Garibaldi e le vie Biagio Camagna e Diana.

## Storia

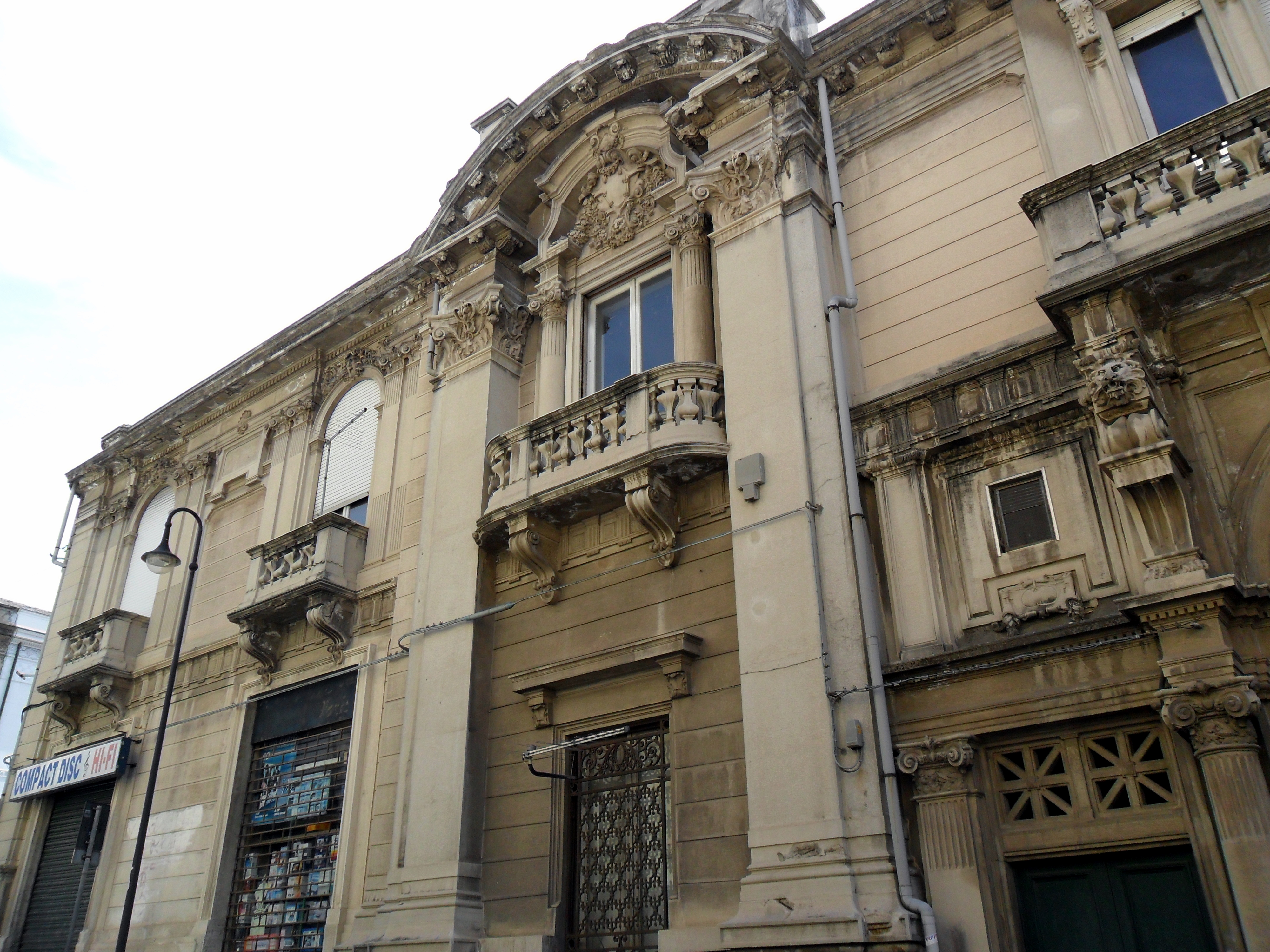
Parte de prospetto affacciato su via Camagna.

Appartenne alla famiglia del senatore Antonio Trapani Lombardo. Fu edificato dopo il terremoto del 1908, e progettato dall'ingegnere Gino Zani nei primi anni '20.

## Descrizione
Il palazzo presenta motivi appartenenti alla tradizione neoclassica con influssi liberty nelle ricche decorazioni. I prospetti appaiono come un reticolo le cui linee sono rappresentate proprio dalle membrature architettoniche:da un lato le lesene dividono verticalmente il prospetto , dall'altro le cornici marcapiano definiscono la partitura orizzontale.
Il corpo di fabbrica è costituito, in alzato, da due piani fuori terra e un piccolo attico. Il prospetto principale, affacciato sul corso, risulta scomposto in due ordini che vedono al piano terra la presenza di locali adibiti ad attività commerciali con grandi aperture mentre al piano superiore si trovano locali ad uso residenza o ufficio. Al palazzo si accede dalla via Biagio Camagna attraverso un grande portale con arco a tutto sesto, affiancato da due colonne abbellite da capitelli corinzi e sormontate da un ricco architrave e un passante cornicione. Dalle colonne si dipartono in asse due mensole diversamente modulate che sorreggono il balcone del piano nobiliare, che presenta aperture architravate e sovrastate da un imponente timpano curvo spezzato al cui interno si trova uno stemma incorniciato da decorazioni floreali. Ai lati del portale si aprono due ingressi minori con una piccola apertura superiore, incorniciati dalle colonne del portone principale, una coppia di lesene e una trabeazione sormontata da una piccola vetrata. I prospetti sono in bugnato liscio e presentano per l'intera altezza una serie di lesene, coronate da ricchi capitelli corinzi, che separano gli spazi tra le varie aperture. Al primo livello troviamo una sequenza di balconi chiusi da balaustre con colonnine panciute, alcuni con spigoli retti e altri smussati, in asse con le aperture del piano sottostante, con basamento e mensole riccamente decorate così come le cimase curve di alcune aperture, che richiamano la stessa linea architettonica di quella sovrastante il balcone del portale principale, mentre le altre aperture sono o ad arco a tutto sesto con decorazioni floreali e al centro un grande mascherone a gorgone o architravate. Il tutto è coronato dalla cornice di gronda poggiata su piccole mensole e interrotta nella sua linearità da una serie di timpani curvi spezzati e concluso da una balaustra ritmata da paraste e parapetti con colonnine che proteggono l'attico e il terrazzo.